# El nido vacío
El nido vacío è un film del 2008 diretto da Daniel Burman.